# Oerlikon Balzers
A Oerlikon Balzers é uma subsidiária do grupo OC Oerlikon, um conglomerado de tecnologia suíço e fornecedor de revestimentos PVD. O grupo OC Oerlikon é composto por empresas dos seguintes segmentos: fibras sintéticas, sistemas de acionamento e soluções de superfície. Os revestimentos produzidos pela Oerlikon Balzers visam melhorar o desempenho e a vida útil de, por exemplo, componentes de precisão metálica, reduzindo o atrito e fornecendo dureza adicional. 

## História
Com o apoio do príncipe Francisco José II e do industrial suíço Emil Georg Bührle, o professor Max Auwärter fundou a Gerätebauanstalt Balzers. O objetivo era tornar a amplamente desconhecida e pouco pesquisada tecnologia de película fina a vácuo utilizável em escala industrial. Como não havia sistemas e equipamentos para a produção de revestimentos de película fina na época, a empresa os desenvolveu e produziu internamente. As primeiras aplicações populares foram revestimentos de proteção solar e antirreflexo para lentes oftálmicas, revestimentos antirreflexo para lentes de câmera, filtros e refletores ópticos e filmes finos para aplicações eletrônicas.
Em 1976, a empresa tornou-se membro do Oerlikon Group, então Oerlikon-Bührle Holding AG. Em 1983, o primeiro centro de revestimento fora de Liechtenstein foi aberto na Itália. Um ano depois, foi dado o passo para a América e, em 1987, o primeiro centro de operações da região asiática entrou em atividade no Japão. 
Em junho de 2014, o OC Oerlikon Group adquiriu a Sulzer Metco da Swiss Sulzer AG, que desde então opera sob o nome Oerlikon Metco. O negócio de filmes finos da Oerlikon Metco está integrado na Oerlikon Balzers desde 2015. Juntas, as duas empresas formam o "Segmento de Soluções de Superfície" do Grupo Oerlikon. 
A Oerlikon Balzers possui mais de 100 centros de revestimento em mais de 35 países e emprega mais de 5.100 pessoas. 
A sede da Oerlikon Balzers está localizada em Balzers, Liechtenstein, onde mais de 560 pessoas estão empregadas. 

## Produtos
A empresa oferece serviços de revestimento por contrato na Europa, Américas e Ásia; soluções de revestimento baseadas em PVD e PACVD; soluções de tratamento térmico; e equipamento de revestimento. Seus produtos e serviços são usados em várias aplicações em corte, conformação de metal, processamento de plásticos, fundição, automotivo, automobilismo, navio, trem, caminhão, aeroespacial, processamento e embalagem de alimentos, produtos médicos, petróleo e gás, geração de energia, eletrodomésticos, engenharia decorativa, mecânica e semicondutores. Eles também atendem aos setores automotivo e de transporte, aeroespacial, médico, alimentos e embalagens, energia, bens de consumo e engenharia em todo o mundo.